# Aland (Fisch)

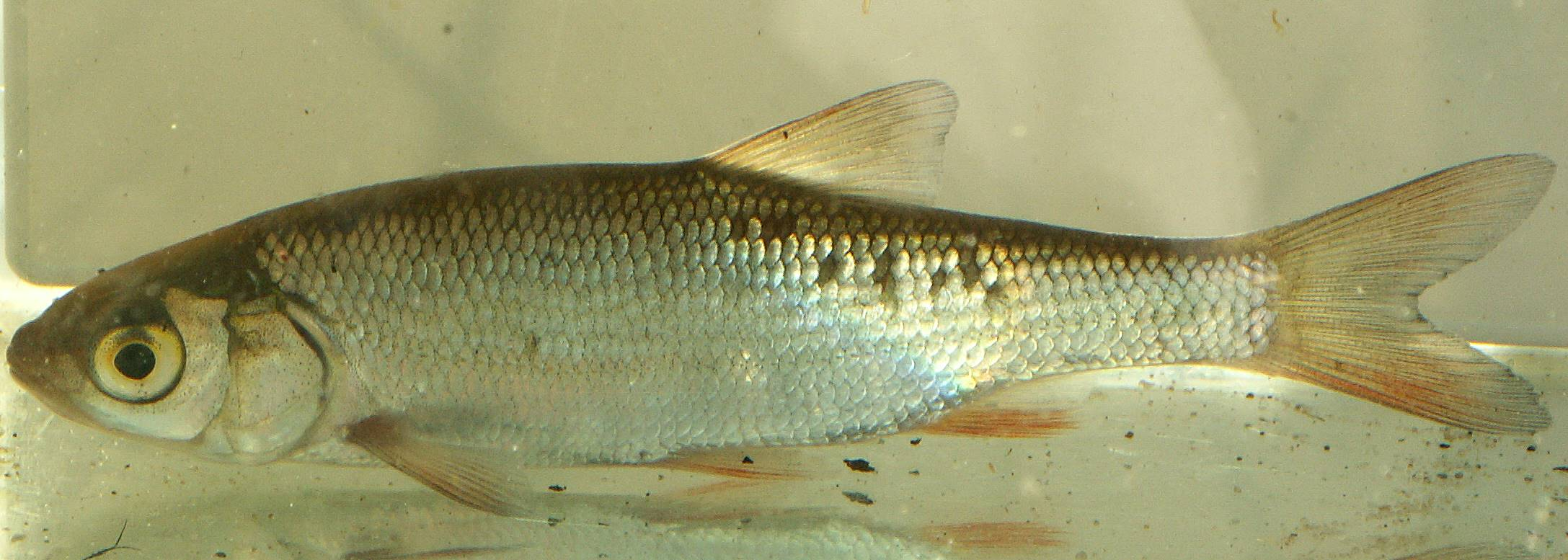
Jungfisch

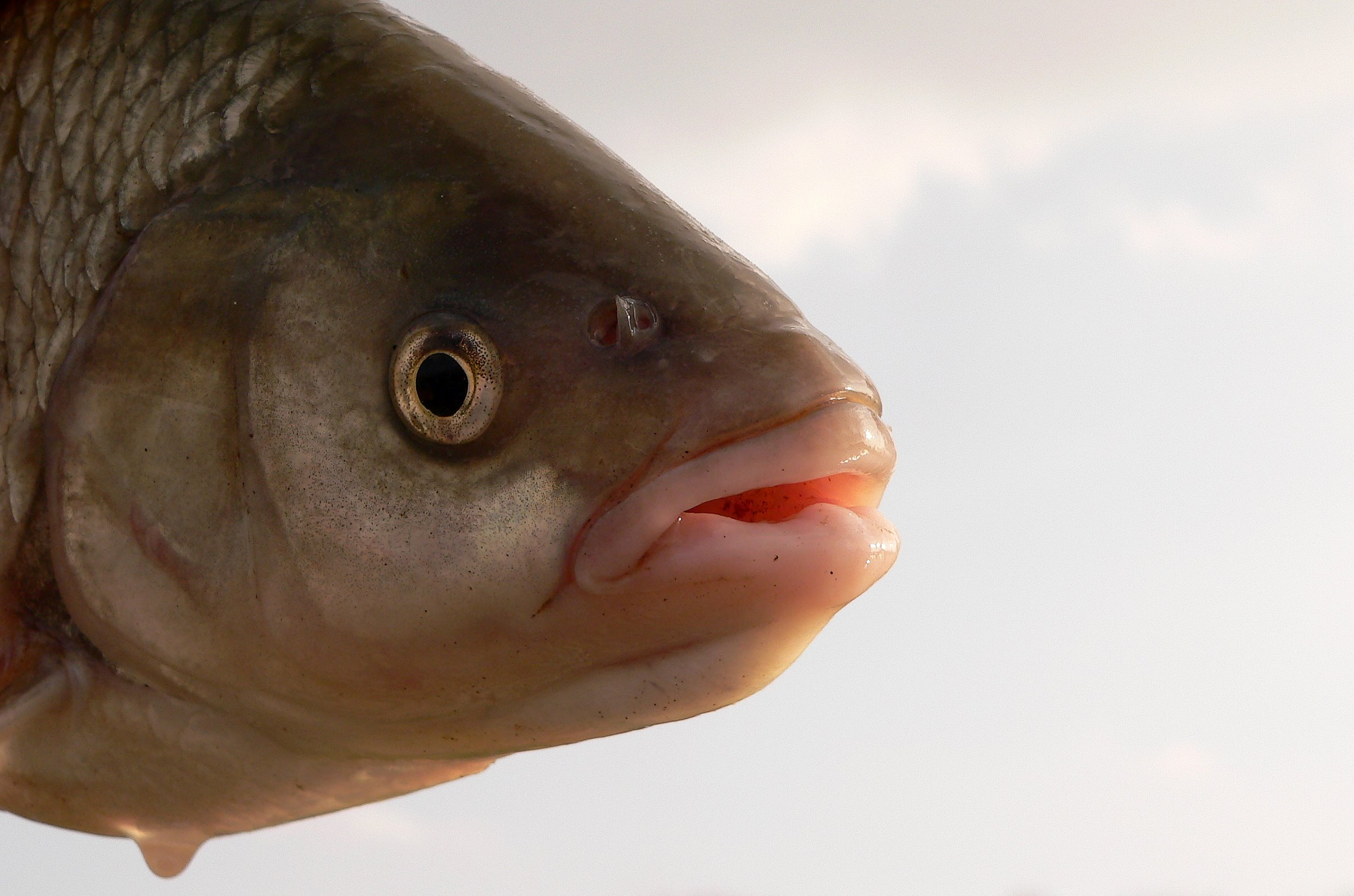
Aland – Kopfpartie

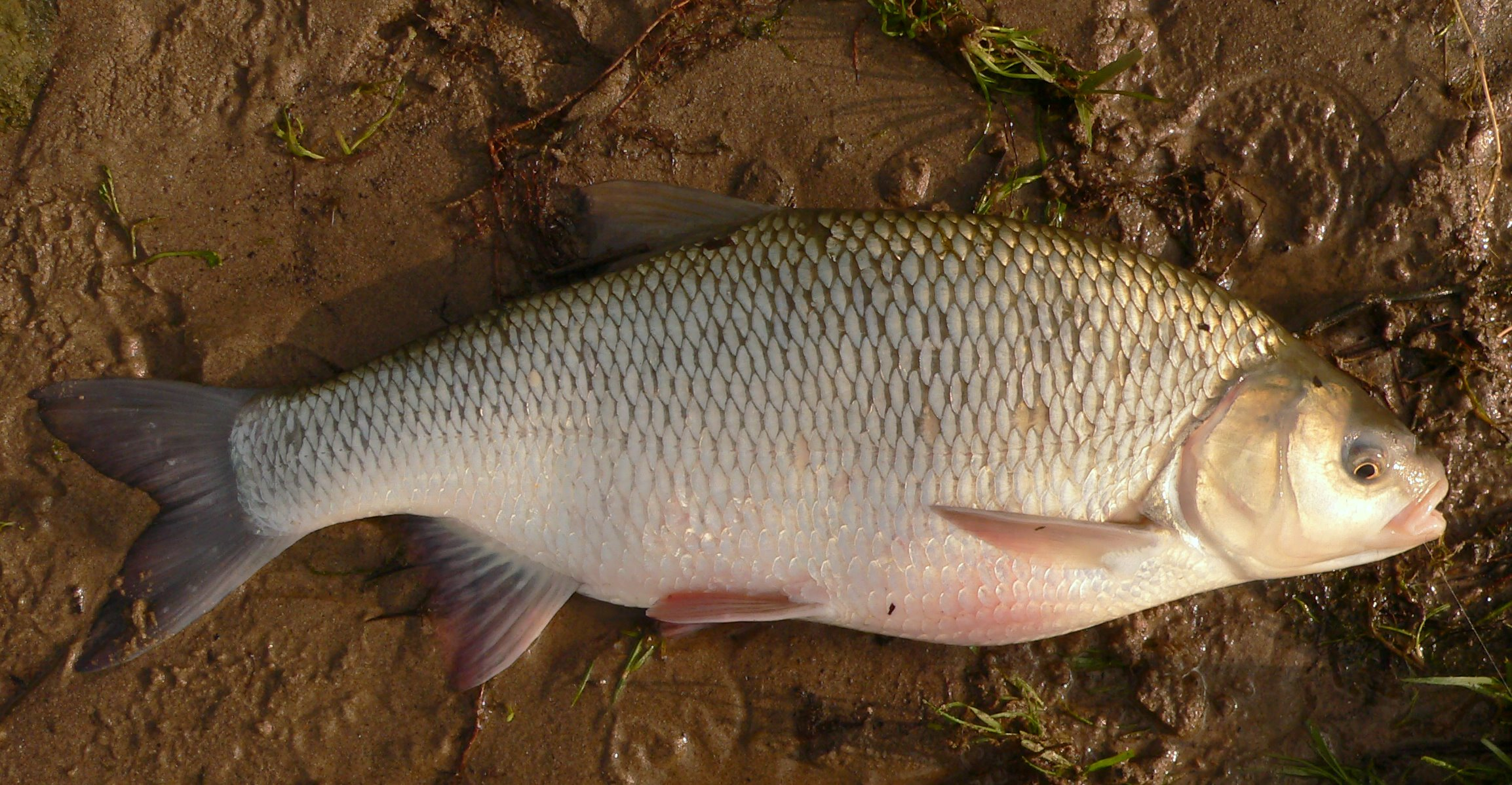
Kapitaler Aland

Der Aland (Leuciscus idus), auch Orfe oder Nerfling genannt, ist eine Fischart aus der Familie der Karpfenfische (Cyprinidae).

## Verbreitung
Der Aland ist in fast ganz Mittel- und Osteuropa nördlich der Alpen und auf dem Balkan heimisch.
Die nördliche Grenze reicht in Finnland bis an den Polarkreis.
Er gehört zu den charakteristischen Leitfischarten im Unterlauf von langsam fließenden Tieflandsflüssen und -strömen wie Rhein, Weser, Elbe, Oder und Weichsel, die in Nord- und Ostsee münden.
Er ist nicht nur im Süßwasser, sondern auch im Brackwasser, beispielsweise in der Ostsee heimisch. Unter allen Weißfischen ist er am unempfindlichsten gegenüber Salzwasser.
Alande finden sich aufgrund des nur leichten Salzwasseranteils sehr häufig in der Küstenzone der Ostsee (Wismarbucht, schwedische Schären, um die Insel Åland und am Fehmarnsund).
Alande kommen auch immer häufiger im Gewässernetz der Donau und in großen Strömen des europäischen Teils Russlands bis an die Lena und nach Jakutsk in Sibirien vor. Vor allem in Osteuropa hat der Aland eine gewisse wirtschaftliche Bedeutung. In Polen werden Alande zusammen mit Karpfen in größeren Teichwirtschaften gehalten.
Außerhalb ihrer natürlichen Verbreitung in Eurasien wurden Alande auch in der Neuen Welt vom nördlichen Kanada bis zum südlichen Mexiko verbreitet.

## Biologie
Der 30 bis 85 Zentimeter lange Aland hat einen gestreckten und seitlich abgeflachten Körper sowie ein endständiges Maul. In seinem Habitus ähnelt er dem Döbel (Leuciscus cephalus), hat aber kleinere Schuppen und eine nach innen gebogene Afterflosse. Die Tiere sind auf dem Rücken grau-bläulich gefärbt, die Flanken sind silbern. Die Flossen haben einen rötlichen Schimmer. Daneben gibt es eine goldfarbene Zuchtform, die als Goldorfe bekannt ist und im Zoohandel erhältlich ist.
Ihre Lebensdauer kann in ihrem natürlichen Habitat bis zu 18 Jahre, in Gefangenschaft bis zu 22 Jahre betragen.

## Unterarten
In der Literatur wurden folgende meist lokale Unterarten von Leuciscus idus beschrieben:
- Goldorfe (Leuciscus idus auratus Bade 1901) s. u.
- Leuciscus idus idus (Linnaeus, 1758)
- Sibirischer Aland (Leuciscus idus idus natio sibiricus Kirillov 1958 synonym)
- Lappländischer Aland (Leuciscus idus lapponicus Günther, 1868)[9]
- Leuciscus idus oxianus (Kessler, 1877)

Heute gilt als Taxon allein die Bezeichnung Leuciscus idus.

## Lebensweise
Alande sind Schwarmfische in Flüssen der Brachsenregion und werden meist im Mittelwasser gefangen. Sie bilden eine typische Fischart im Unterlauf norddeutscher Flüsse. Der Aland lebt oberflächennah in Flüssen und Seen, vor allem Jungfische kommen bei der Futtersuche auch in Ufernähe. Größere Exemplare halten sich ähnlich wie Döbel in kleineren Fließgewässern bevorzugt unter überhängenden Bäumen oder Sträuchern auf und warten dort auf vorbeitreibende Nahrung. Als Jungfisch ernährt er sich von Zooplankton, später von Insektenlarven, Schnecken, Muscheln und kleineren Fischen. Der Aland zeichnet sich durch eine große Anpassungsfähigkeit an verschiedene Gewässerhabitate aus und zählt zu den Nahrungsopportunisten.
Die Fische wandern im Frühjahr (März bis Mai) in strömungsberuhigte Flussbereiche, um dort zu laichen. Dabei legen die Tiere, abhängig von der Wassertemperatur, in den Monaten April bis Juni bis zu 100.000 Eier. Danach wandern die meisten von ihnen wieder in den Unterlauf der Flüsse zurück. In den mit der Ostsee verbundenen Flüssen laichen Alande im Flusssystem ab, verbringen dort ihr Jugendstadium und leben als adulte Tiere im küstennahen Bereich. Die Geschlechtsreife erreichen die Tiere mit fünf bis sechs Jahren. Alande erreichen im Durchschnitt eine Länge von 30–50 cm; dabei bringen sie zwischen 0,25 und 2 kg auf die Waage. Maximal sind Gewichte von 6 kg und 80 cm Länge bekannt. Der deutsche Rekordfisch wurde im Jahr 2000 im Rhein auf Pistazien-Boilie gefangen und wog 4 kg. In der Schwinge  können die als sehr scheu und vorsichtig geltenden Alande während der warmen Sommermonate mit Weißbrotflocken gefangen werden.

## Goldorfe

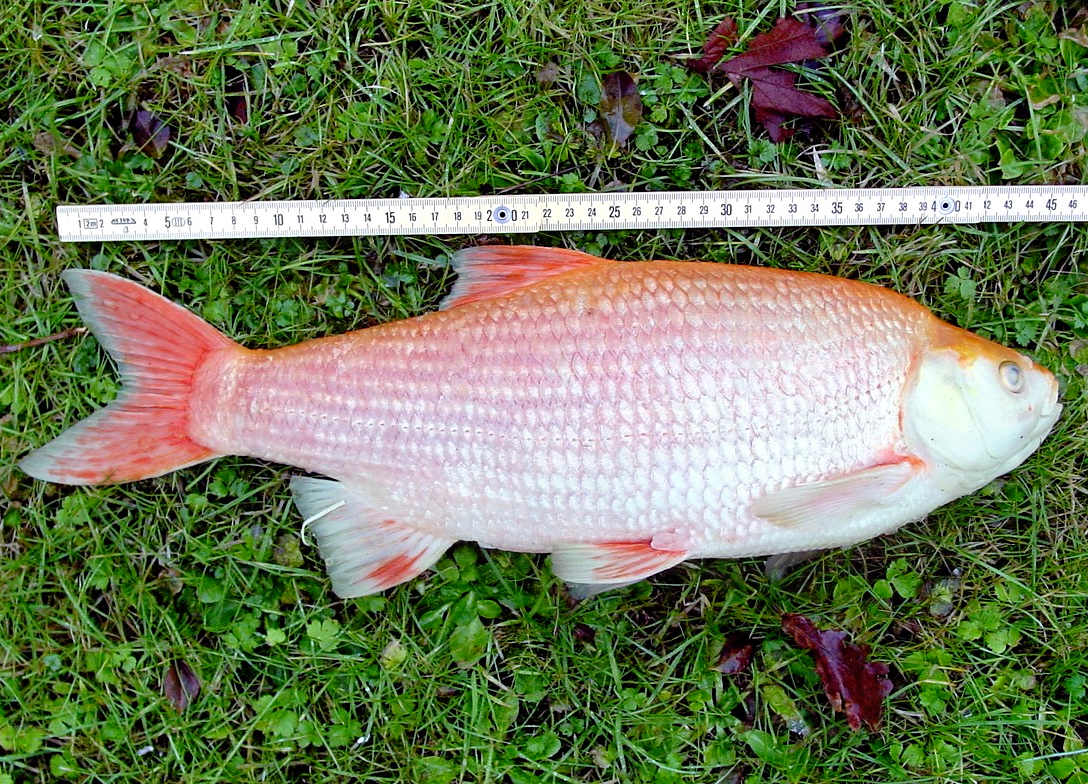
Goldorfe

Bei der Goldorfe handelt sich um eine weißgolden bis orangerot glänzende Variation des Alands, die besonders zum Besatz von Teichen in Parks und Gärten gezüchtet wird. Dieser beliebte Zierfisch ist ein Allesfresser und wird als Vertilger von Mücken und unerwünschten Jungfischen geschätzt. Die Goldorfe lebt gesellig meist knapp unter der Wasseroberfläche, so dass sie gut zu beobachten ist. Sie benötigt sauerstoffreiches und sauberes Wasser. Im Winter zieht sie sich in tiefere Bereiche zurück.
Die normalerweise scheuen Tiere gewöhnen sich schnell an Zufütterung. Goldorfen sind beliebt, da sie ihre Nahrung hauptsächlich im Freiwasser oder an der Oberfläche aufnehmen und anders als Karpfen, Karauschen oder Goldfische das Wasser weniger durch Gründeln trüben.
In einem Teich bei Dinkelsbühl wurde die spontane Farbänderung von jungen Silberorfen in Goldorfen beobachtet. Goldorfen können in Naturgewässern infolge der natürlichen Selektion durch Raubfische wieder ihre Farbe als Wildtyp annehmen.
Außer Gold- und Silberorfen gibt es noch die auf dem Rücken bläulich gefärbte Farbvariation der Blauorfe.
Goldorfen reagieren ähnlich empfindlich wie Zebrabärblinge auf Gewässerverschmutzung und werden in Laboratorien oft zur Messung der Toxizität bestimmter Stoffe und zur Wassergütemessung per Fischtest verwendet. Diese Versuche wurden seit 2005 abgesetzt und durch den Fischeitest ersetzt.

## Weiteres
Der Aland wird in der Roten Liste gefährdeter Arten der Weltnaturschutzunion IUCN geführt, aber als derzeit nicht gefährdet (Least Concern) beurteilt.
Der Aland war in Österreich Fisch des Jahres 2004.